# In Search Of... (Fu Manchu)
In Search of... è il terzo album del gruppo stoner rock statunitense Fu Manchu, pubblicato nel 1996 dalla Mammoth Records. È anche l'ultimo album che vede la presenza di Eddie Glass e Ruben Romano, che formeranno subito dopo la loro fuoriuscita dai Fu Manchu il gruppo stoner rock Nebula.

## Tracce
1. Regal Begal – 2:25
2. Missing Link – 3:21
3. Asphalt Risin – 3:11
4. Neptune's Convoy – 5:06
5. Redline Listen – 2:14
6. Cyclone Launch – 3:25
7. Strato-Streak – 4:02
8. Solid Hex – 2:37
9. The Falcon Has Landed – 4:21
10. Seahag – 3:13
11. The Bargain – 2:36
12. Supershooter – 3:41

## Formazione
- Scott Hill - voce, chitarra
- Eddie Glass - chitarra
- Brad Davis - basso
- Ruben Romano - batteria